# První úkol - Dračí srdce
První úkol – Dračí srdce (v originále Long de xin) je hongkongská akční komedie, kterou režíroval Sammo Hung spolu s asistentem Fruit Chanem. Hlavními herci filmu jsou Sammo Hung, Jackie Chan, Emily Chu, Lam Ching Ying, James Tien a Yuen Wah. Sammo si zahrál roli jako Danny / Do-do, muže s mentálním postižením, o kterého se stará jeho bratr Tad (Jackie Chan). Yuen Biao asistoval Hungovi s akční choreografií, ačkoliv se ve filmu neobjevil. Film je znám také pod názvy Heart of the Dragon, The First Mission nebo Powerman III. Závěrečná scéna byla filmována na budově, která se později stala hotelem Regal Riverside v Sha Tin.

## Děj
Hlavním hrdinou je mentálně postižený Danny, o kterého se musí starat jeho bratr, policista zásahové jednotky, Tad. Ten má však své problémy – chce si vzít svou přítelkyni a odjet na moře jako elitní jednotka. Danny, nebo jak mu říkají přátelé Do-do, ho doslova přinutí, aby zůstal. Do-do omylem zastraší gangstera, který upustí svou tašku se zlatými šperky a Do-do ji vezme a ukryje v nevědomí co skrývá. Věci se však zkomplikují a Do-do vyhrabe tašku zpět v domnění, že ji vrátí zpět svému majiteli. Je ale přepaden a následně obklíčen policií, která ho podezřívá z krádeže šperků. Podaří se mu utéct a Tad se zaváže svému policejnímu šéfovi, že ho přivede zpět. Do-do však padne do rukou mafiánů a ti žádají výkupné. Tad se rozhodne spolu s jeho přáteli Dannyho zachránit. To se mu také povede, avšak on i jeho přátelé jsou zatčeni za nedovolený zásah. Tad je obžalován jako hlavní viník a Do-do propuštěn díky jeho mentálnímu postižení. O něj se stará přítelkyně Tada a později, když jsou propuštěni, i přátelé Tada. Nakonec je i Tad propuštěn.

## Ocenění a nominace
- 1986 Hong Kong Film Awards
  - Ocenění: Nejlepší filmová písnička – za píseň "Sui Hoh Seung Yi"
  - Nominace: Nejlepší akční choreografie
  - Nominace: Nejlepší režie (Sammo Hung)
  - Nominace: Nejlepší herec (Jackie Chan)
  - Nominace: Nejlepší filmová hudba (Lam Man Yee)